# الكسندر أوقست ويلهلم فون بيب
الكسندر أوقست ويلهلم فون بيب (بالألمانية: Alexander August Wilhelm von Pape)‏ هو جندي ألماني، ولد في 2 فبراير 1813 في برلين في ألمانيا، وتوفي بنفس المكان في 7 مايو 1895.